# Les Corts

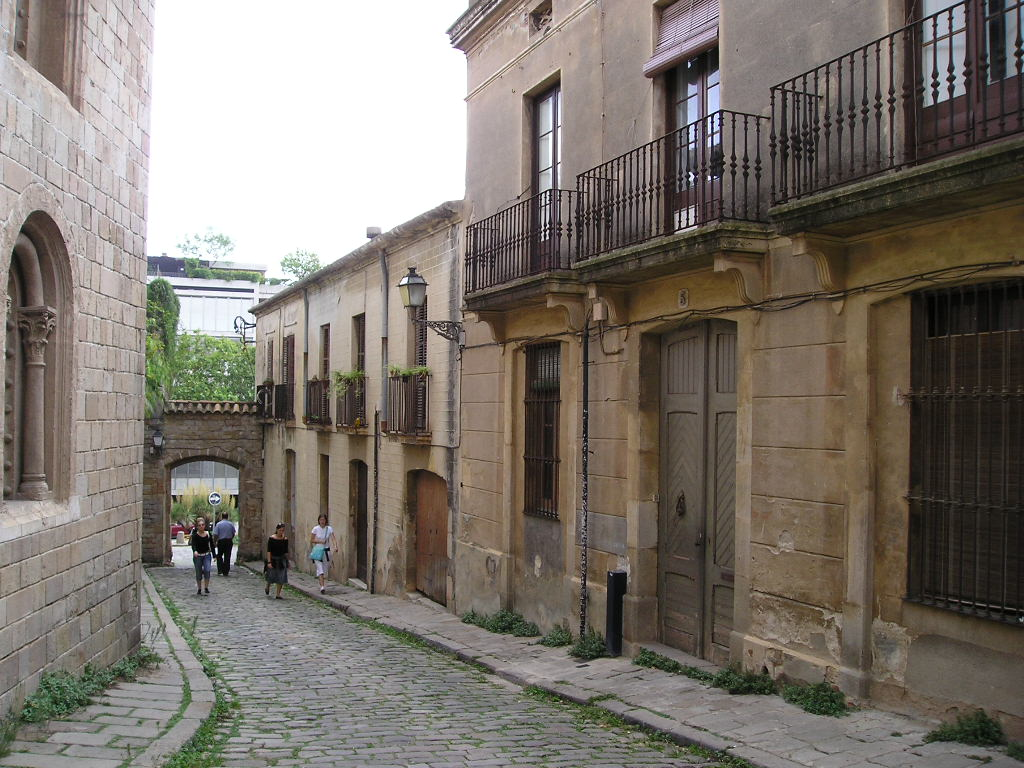
L'ingresso del Monastero di Pedralbes, che segna il confine nord del distretto

Les Corts è il quarto dei distretti di Barcellona.
Si trova ad ovest della città e confina con i distretti di Sarrià-Sant Gervasi, dell'Eixample e di Sants-Montjuïc, oltre che con i comuni di L'Hospitalet de Llobregat, Esplugues de Llobregat e Sant Just Desvern.
È il terzo distretto più piccolo con 6,08 km², dopo i distretti di Gràcia e della Ciutat Vella, e il meno popoloso con solo 82.588 abitanti nel 2005).
Il distretto trae origine nell'antico comune di Las Corts de Sarrià, che si staccò da Sarrià nel 1836 e che nel 1897 venne annesso alla città di Barcellona. Era tradizionalmente diviso in 10 quartieri ma nel 2007 il municipio di Barcellona ha riorganizzato il distretto, suddividendolo in 3 quartieri (Les Corts, La Maternitat i Sant Ramon e Pedralbes).
Nel quartiere è ubicato lo stadio Camp Nou dove gioca il Barcellona.

## Organizzazioni

### Cultura di massa
- Bocs de Can Roses
- Colla Grallera de les Corts
- Diables de Les Corts[1]
- L'Espiga
- Societat Gastronòmica "lo calçot roig"
- Tabalers de Les Corts
- La Vella Ombra
- Biblioteca Espontánea del Casal de les Corts

### Educazione e tempo libero
- Esplai Natzaret
- Esplai Grup de Gent y Coral del Santuario de Santa Gema de Barcelona
- Agrupación Escolta El Pi de les Corts
- Esplai Olivera Rodona
- Esplai Estrella de Mar
- Esplai de Natura Els Esquirols